# Emil Nitz
Emil Nitz (ur. 29 maja 1888 w Gross-Mantel, zm. 30 sierpnia 1952) – zbrodniarz nazistowski, esesman, członek załogi niemieckiego obozu koncentracyjnego Neuengamme.
W latach 1941–1945 pełnił służbę w kompleksie obozowym Neuengamme. Początkowo, do 1943, należał do sztabu komendantury obozu głównego. Następnie przeniesiono go na stanowisko komendanta podobozu Bostel. Wielokrotnie znęcał się wówczas nad więźniami chorymi i niezdolnymi do pracy. Raz miało to miejsce ze skutkiem śmiertelnym. Oprócz tego brał udział w powieszeniu łotewskiej lekarki-więźniarki, która zaprotestowała przeciw warunkom panującym w podobozie Bostel.
Emil Nitz został skazany 10 kwietnia 1951 na karę śmierci przez wschodnioniemiecki sąd w Berlinie. Wyrok wykonano przez zgilotynowanie w 1952.